# Automobile Association
Automobile Association, AA, är en brittisk bilistförening bildad 1905. Föreningen ägnar sig bland annat åt att ge ut bilatlaser.
En amerikansk motsvarighet heter American Automobile Association, AAA.